# Marcelline Darowska
Marcelline Darowska, née Kotowicz, armoiries Korczak, le 16 janvier 1827 à Szulaki, en Empire russe et morte le 5 janvier 1911 à Jazłowiec, Empire austro-hongrois, est mère de famille, veuve et une religieuse polonaise cofondatrice des sœurs de l'Immaculée Conception de la Bienheureuse Vierge Marie.

## Biographie
Marcelline Kotowicz est née le 16 janvier 1827 en Pologne ruthène dans une famille nombreuse de la noblesse polonaise qui a certains biens. Elle est sujette de l'empire de Russie qui avait annexé la région lors du second partage de la Pologne en 1793. Enfant très pieuse, elle songe très tôt à choisir la vie religieuse. Mais son père a d'autres desseins pour elle, et l'oblige à épouser Karol Darowski, en 1849, dont elle a une fille et un fils.
En 1852, trois ans après son mariage, son mari et son fils meurent. Dès lors, elle prend la décision d'entrer en religion. Par l'intermédiaire, d'Aleksander Jełowicki un prêtre polonais, de passage à Rome, en 1854, elle rencontre une compatriote, servante de Dieu Józefa Karska (pl).

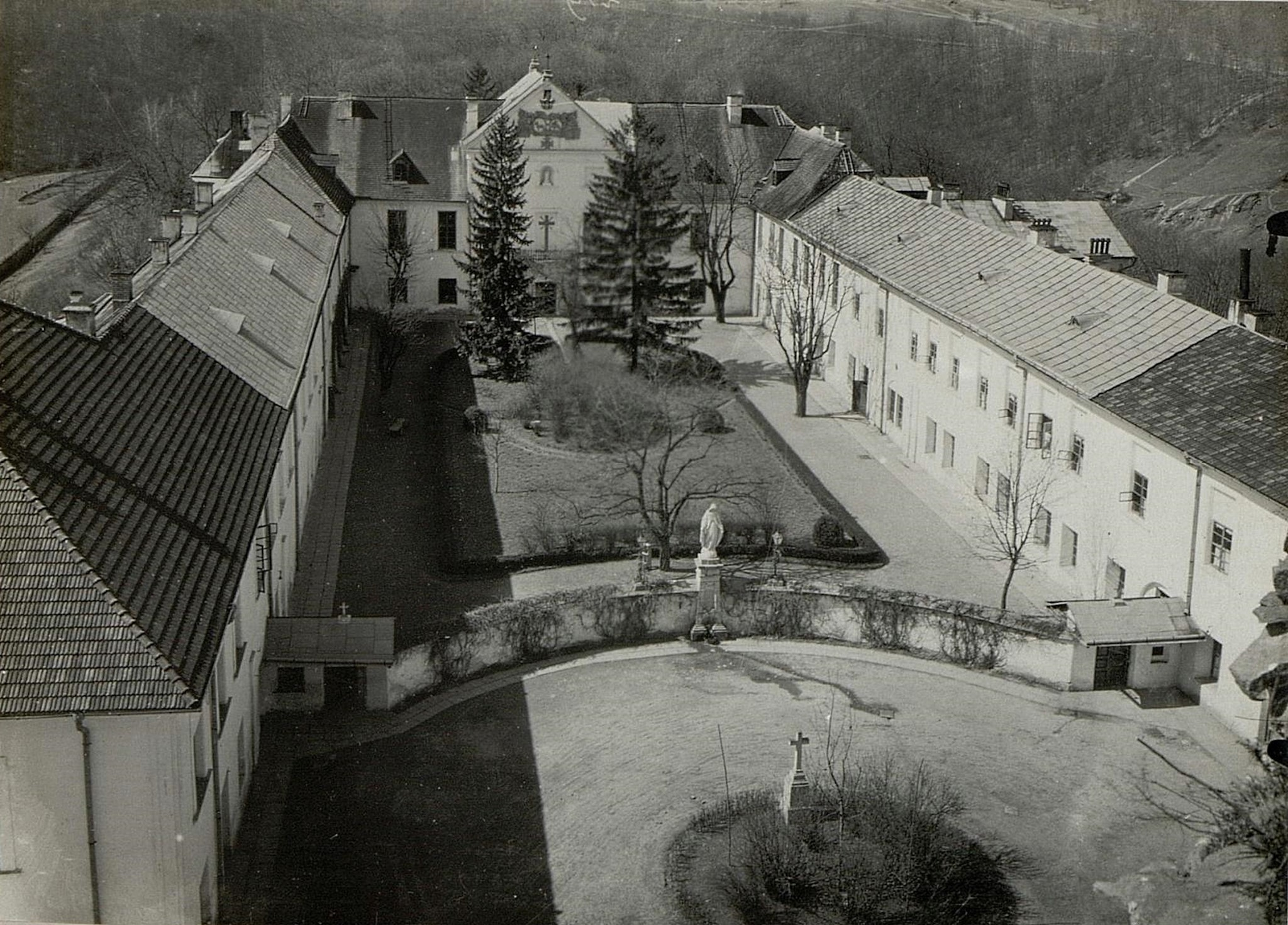
Jazłowiec en 1910, le couvent et l'école tels que Darowska les aurait connus

C'est ensemble qu'elles fondent les sœurs de l'Immaculée Conception de la Bienheureuse Vierge Marie. Or la maladive Józefa meurt en 1860 et Marcellina doit vite faire sa profession religieuse afin d'assumer son rôle de supérieure et de pouvoir transférer la congrégation à Jazłowiec, en Galicie autrichienne, l'une des plus anciennes colonies polonaises de Podolie occidentale. C'est là qu'elle reçoit le don d'une grande propriété délabrée pour son projet et où elle établit une première école. Sa fille, Karolina, sera parmi les premières écolières de l'établissement scolaire. Sa mère ne verra jamais renaître la Pologne. Jazłowiec se trouve maintenant en république d'Ukraine.
Particulièrement attachée à l'éducation des jeunes filles, elle s'efforce d'en faire des « épouses, mères et citoyennes de leur pays » considérant que la femme a un rôle capital dans la famille, et qu'une famille « fondée en Dieu » était le gage d'une nouvelle société susceptible « d'étendre le Royaume de Dieu dans les âmes des hommes ».
En cinquante ans, elle aura fondé sept maisons, accompagnées d'instituts de formation des sœurs et d'écoles élémentaires gratuites, pour les plus pauvres. Elle meurt le 5 janvier 1911.

## Béatification
- Marcelline Darowska est béatifiée le 6 octobre 1996 par le Pape Jean-Paul II à Rome. Sa fête est fixée au 5 janvier[5].

## Sources
- Documentation Catholique: 1996 n.20 p.999
- Magnificat numéro 278 de     janvier 2016 page 91